# Snegås
Snegåsen (Chen caerulescens) er en fugl i familien af egentlige andefugle. Den yngler især på den arktiske tundra i Nordamerika og overvintrer mod syd. Der findes to farvevarianter af snegås, den almindeligste har hvid fjerdragt med sorte vingespidser, mens en anden variant har blålige vinger, brun krop og hvidt hoved.
Antallet af snegæs er steget eksplosivt i anden halvdel af 1900-tallet. Man forsøger derfor nu at regulere bestanden.

## Galleri
- En farvevariant af snegås med brun krop.
- Den almindelige hvide variant af snegås.
- Snegæs i flok.
- Museum specimen